# Liste der Bodendenkmale in Kelbra (Kyffhäuser)
In der Liste der Bodendenkmale in Kelbra (Kyffhäuser) sind alle Bodendenkmale der Stadt Kelbra und ihrer Ortsteile aufgelistet. Grundlage ist die Veröffentlichung der Landesdenkmalliste mit Stand vom 25. Februar 2016.  Die Baudenkmale sind in der Liste der Kulturdenkmale in Kelbra (Kyffhäuser) aufgeführt.
| Denkmal-ID | Fundart             | Ortsteil | Bezeichnung                                     | Zeitstellung | Lage                                                                     | Bemerkungen | Bild |
| ---------- | ------------------- | -------- | ----------------------------------------------- | ------------ | ------------------------------------------------------------------------ | --- | ---- |
| 428300439  | Grabmal > Grabhügel | Kelbra   | 18 Hügelgräber Alte Wache                       | Bronzezeit   | 1,5 km südwestlich vom Ort, Gruppe von 18 Hügeln (Lage)                  | Es gibt 16 Grabhügel im östlichen Bereich des Waldstreifens und etwa 300 in westl. Richtung zwei weitere. Die Grabhügel sind durchschnittlich 10–15 m im Durchmesser und zwischen 0,80 und 1,5 m hoch.                                  |      |
| 428300436  | Befestigung > Burg  | Kelbra   | Wallanlage „Haingarten“                         | Mittelalter  | 1,0 km südöstlich vom Ort, am Fuß der Rothenburg. Lage                   | Der Hainweg ist möglicherweise die Verlängerung der Wallanlage „Haingarten“. Im südlichen Bereich deutlicher ausgeprägt, im nördlichen Bereich verflacht der Wall.                                                                      |      |
| 428300440  | Befestigung > Wall  | Kelbra   | Landwehr „Landwehrgraben“                       | Mittelalter  | 1,2 km südwestlich vom Ort, vom Kyffhäuser bis zur Helmeniederung (Lage) | Deutliche Landwehrausprägung mit hohen Wall, tiefer Graben, kleiner Wall etwa auf halber Strecke der Landwehr befindet sich auf dem Graben ein Steinkreuz etwa 0,60 × 0,60 m.                                                           |      |
| 428300438  | Grabmal > Grabhügel | Kelbra   | sieben Hügelgräber                              | Bronzezeit   | 2,5 km südwestlich vom Ort, Gruppe von sieben Hügeln ()                  | |      |
| 428300437  | Wüstung             | Kelbra   | Wüstung „Lindeschu“                             | Mittelalter  | 1,3 km nordöstlich vom Ort, Kirchruine, mehrere Hausgrundrisse (Lage)    | Kirchenruine gut erkennbar, Hausgrundrisse nicht sichtbar, am Kirchenrest liegen Steine der Mauern |      |
| 428300435  | Befestigung > Burg  | Kelbra   | Wasserburg „Fronfeste“                          | Mittelalter  | nordöstlicher Ortsrand (Lage)                                            | spätmittelalterlich und neuzeitlich überbaut, älterer Turm und Mauerreste erhalten, Anlage in ihren Randbereichen in Privatbesitz (EFH) und öffentlichem Gebäude, Sicher ist eine Burganlage mit Bergfried und nördlich gelegenem Wall. |      |
| 428300473  | Grabmal > Grabhügel | Tilleda  | Hügelgräberfeld, 19 Grabhügel                   | Bronzezeit   | 1,4 km südwestlich vom Ort, am Fuß des Kyffhäusers (Lage)                | Es gibt einen schmalen Hohlweg, welcher durch aus mit KfZ befahren werden kann, er befindet sich linker Hand am Parkplatz = Wanderweg                                                                                                   |      |
| 428300472  | Befestigung > Burg  | Tilleda  | Spornburg „Pfingstberg“ – „Kaiserpfalz Tilleda“ | Bronzezeit   | 0,2 km südlich vom Ort, Kaiserpfalz (Lage)                               | museologisches Zentrum |      |